# Erinyà
Erinyà és un poble del municipi de Conca de Dalt, al Pallars Jussà, fins al 1969 del terme de Toralla i Serradell. Amb Rivert, Serradell, Toralla i Torallola formaven aquest antic ajuntament.

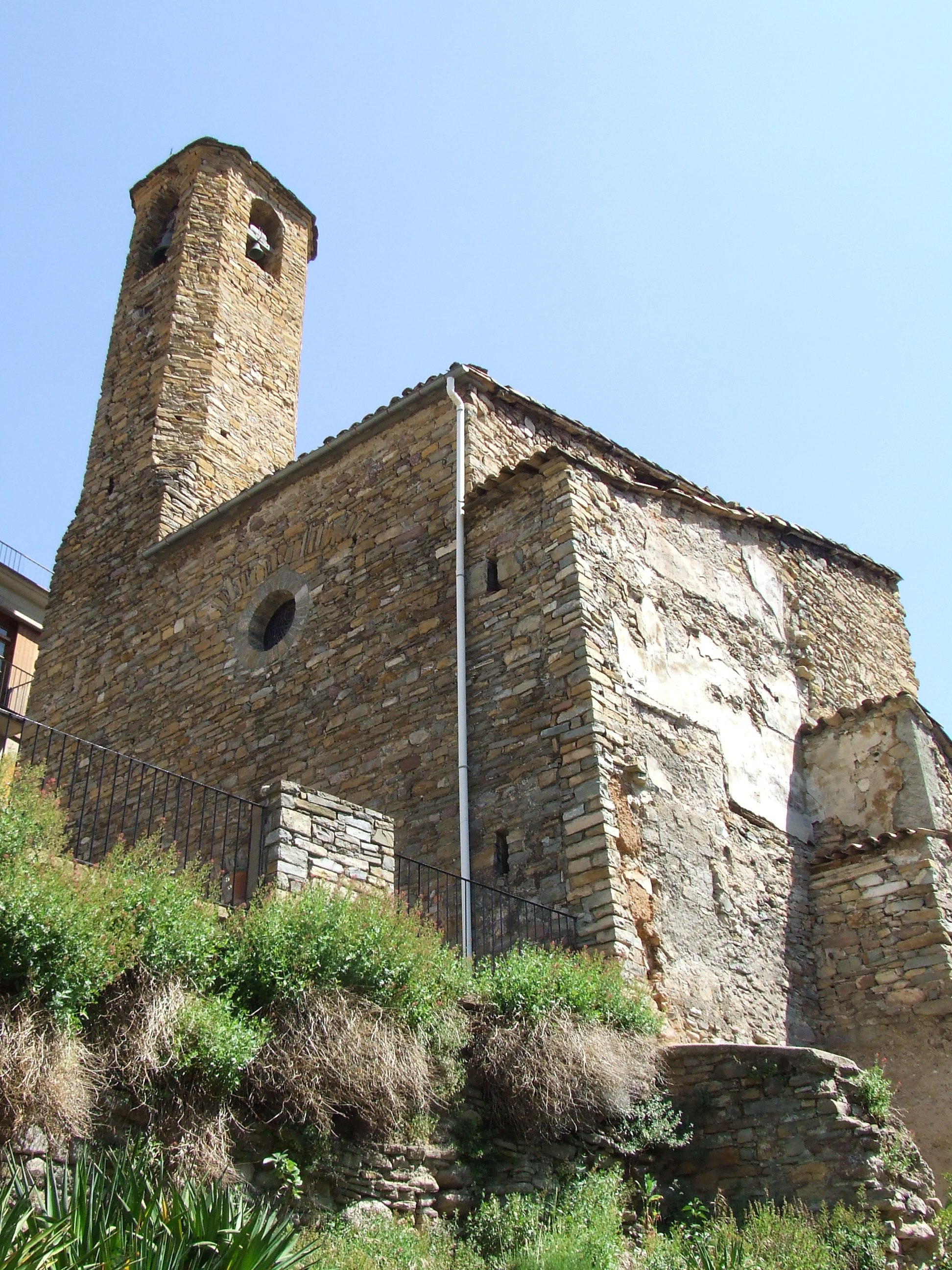
Sant Esteve d'Erinyà

El seu accés és fàcil, atès que el poble és a 1,5 km del Congost d'Erinyà, per on discorre la carretera N-260. Mena al poble des d'aquesta carretera una pista rural perfectament asfaltada i en bon estat, tot i que és bastant estreta. Aquesta pista rural continua des d'Erinyà cap a ponent, i mena en quatre quilòmetres més al poble de Serradell.
Hi ha una frase molt coneguda a la contrada que diu: «Erinyà, cireretes i pa», ja que antigament es coneixia per la producció de cireres. També es deia que el pa era un dels millors. Ara, tot just queden quatre cirerers i el molí ja és en runes.
L'església del poble està dedicada a Sant Esteve; és una petita església de pedra, amb un campanar vuitavat força esvelt. A uns 2 quilòmetres hi ha l'ermita de Sant Isidre, on també té lloc un aplec el dia de la festa del sant.
Per als d'Erinyà, la sort és que encara no hi ha començat l'especulació immobiliària, i així s'hi pot gaudir del poble tal com sempre ha estat, amb algunes cases noves i altres en venda, però seguint el caràcter tradicional en la construcció de les cases.
Prop d'Erinyà hi ha la Cova de les Llenes Arxivat 2015-07-09 a Wayback Machine., on es trobaren restes de fauna quaternària, a més de restes de l'edat del bronze. Aquesta cova és a llevant del poble, al Congost d'Erinyà i molt proper a la pista que des del congost mena al poble.
Pertanyen a Erinyà algunes masies importants, entre les quals destaca la Masia Soriguer.

## Història
A l'edat mitjana, hi ha documents que parlen de l'existència el castell d'Erinyà, però fins ara no se n'ha trobat cap resta.
D'Erinyà era Cebriana Polvorera, qui, l'any 1574 foren acusades de bruixeria i penjades a la forca (suspençam reliquit in furca) el 23 d'octubre d'aquell any l'esmentada Cebriana, Isabel Monic de Serradell, així com Margarida Thomasa, condemnada, però perdonada per estar prenyada. D'altres acusades, Eulària Pellicera, Joana Françoya, també d'Erinyà, foren alliberades. En la mateixa tongada de judicis inquisitorials foren també jutjats Pere Françoy, qui fou condemnat a l'exili de qualsevol lloc pertanyent a la Varvassoria de Toralla. Catherina Colometa, de Toralla, i Joana Bertomeua, d'Erinyà, reberen la mateixa condemna.
Entre 1812 i 1847 tingué ajuntament propi. Havia estat creat a partir del desplegament de les disposicions emanades de la Constitució de Cadis, i fou suprimit a ran de les noves lleis municipals promulgades a mitjan segle xix, que no permeteren el manteniment dels ajuntaments en poblacions de menys de 30 veïns (entenent com a veí els caps de família). El febrer del 1847 ja apareix agrupat amb els pobles esmentats més amunt dins del municipi de Serradell.
En el cens de 1381, Erinyà tenia 6 focs (uns 30 habitants). El 1970 hi consten 61 habitants; 35 el 1981, i el 2005, 29.
Actualment a Erinyà hi viuen uns 36 habitants tot l'any, però a l'estiu pot arribar a uns 200 habitants, igual que per Festa major, que té lloc a la segona Pasqua, quan tot el poble va a retre homenatge a la Mare de Déu de l'Obac, una ermita als afores del poble, on després de la missa es reparteix coca i pa, i després hi ha un ball a la Plaça del Rei per a tots els que s'hi vulguin afegir. A prop de l'Escap del Congost, al congost d'Erinyà, hi ha la petita ermita de sant Isidre, de pedra.
| Indrets del poble d'Erinyà                        | Indrets del poble d'Erinyà | Indrets del poble d'Erinyà    | Indrets del poble d'Erinyà |
| ------------------------------------------------- | -------------------------- | ----------------------------- | -------------------------- |
| La plaça, escenari de la concorreguda Festa Major | Casa a la plaça del poble  | Casa a la part alta del poble |                            |
| La plaça, escenari de la concorreguda Festa Major | Casa a la plaça del poble  | Casa a la part alta del poble |                            |

## Festes i tradicions
Erinyà era un poble on se celebraven intensament diverses tradicions, alguna de les quals ha transcendit, ja que van ser recollides pels folkloristes catalans, entre ells Joan Amades.
Nadal i Reis eren dues de les festes amb més requesta popular, però el Carnestoltes és la que ha deixat la mostra més interessant: una dansa en forma de lluita entre un jove, que representava l'aspirant al lloc de poder, i un vell, que representava qui tenia aquell poder. En el decurs de la dansa, el jove evolucionava amb energia i el vell li barrava el pas a cops, però anava quedant acorralat per la força superior de la joventut.
Recollida pel mestre J. Tomàs i reproduïda per Joan Amades, es conserva la música i la lletra de la dansa. La lletra deia el següent:
| «               | Un de jove i un de vell amb un barretó que duien; un de jove i un de vell amb un barretó vermell. D'Erinyà, d'Erinyà cireretes, cireretes, d'Erinyà, d'Erinyà cireretes i bon pa. Jo no puc sortir de casa perquè no tinc pantalons, la camisa foradada i el calçat sense botons. | » |
| — Cançó popular | |   |

També caldria esmentar un parell de cançons populars recollides a Erinyà pel folklorista contemporani Artur Blasco i Giné, que han estat incloses en el seu disc Rosa vermella, rosa galant. Es tracta de les cançons Cantem una americana i Lo Tonet i la Pepeta.